# Stade des Trois-Chêne
Lo stadio delle tre Chêne (in francese Stade des Trois-Chêne) è uno stadio della città di Chêne-Bourg in Svizzera.

## Storia
L'acquisizione e realizzazione del campo ha avuto una lunga e difficoltosa storia.

Risale al 1920 la domanda del club, che all'epoca si chiamava Thônex Football Club, al proprio comune per la realizzazione di questo campo sportivo.
Il primo progetto per la costruzione del campo sportivo fu realizzato nel 1940 dai dirigenti del club Chênois.

Il terreno fu acquistato dai tre comuni Chêne-Bougeries, Chêne-Bourg e Thônex solo nel 1945 a seguito della costruzione della "strada bianca" (route blanche) e dall'acquisizione di varie parcelle territoriali a sud della "strada di Malagnou".

Lo spazio iniziale, cresciuto fino agli attuali 47 000 m2, era destinato ad essere un centro polisportivo di notevole importanza tanto da attirare nuove e preesistenti associazioni sportive entusiaste per il grande impianto in fase di realizzazione.
Ma è solo nel 1974 che fu aperto il cantiere per la realizzazione del centro polisportivo che fu inaugurato nel 1975.

Tra il 1983 e il 1987 si procedette alla progettazione e all'ampliamento del centro sportivo aggiungendo altri due campi (poi convertiti in erba sintetica) e alla costruzione della sede del club destinata a uso segreteria amministrativa.
Nel 1985 il "Centro Sportivo Sous-Moulin" acquisisce lo status giuridico e autonomia di gestione nei confronti dei tre comuni, diventando anche il primo impianto sportivo sovracomunale ai sensi della legge svizzera varata nel 1985.
Seguì fra il 1986 e il 1997 la terza tranche di progettazione per miglioramenti e ampliamenti aggiungendo uno spazio destinato al pattinaggio, cosa che richiese l'approvazione dei due comuni di Chêne-Bourg e Thônex a mezzo referendum popolari approvati a larga maggioranza.

## Struttura
Il centro sportivo Sous-Moulin è composto da un campo per le bocce, una pista di pattinaggio a rotelle, 5 campi da tennis, salone per il curling.
I campi di calcio sono 5:
- campo principale in erba naturale, di dimensioni 105 x 68, omologato per la 1ª Lega;[2]
- campo B in erba sintetica, di dimensioni 100 x 64, omologato per la 2ª Lega interregionale;[2]
- campo C in erba sintetica, di dimensioni 91 x 58, omologato per la 4ª Lega;[2]
- campo D in erba naturale;[3]
- campo d'allenamento in sabbia.[3]